# Rafael Sancho Alegre
Rafael Sancho Alegre (Caspe, 1888? - ) fue un anarquista español, autor de un intento frustrado de atentado contra el rey Alfonso XIII en 1913.

## Biografía
Nacido en Caspe, era hijo de madre soltera que murió de tuberculosis cuando él tenía tres años. Fue criado por sus tíos, que vivían en la calle Mallorca de Barcelona. En Barcelona aprendió a leer en un ateneo anarquista, se aficionó a la lectura y militó en el grupo anarquista La Simpatía. Trabajó de carpintero y se casó a los 19 años con Rosa Emo mientras hacía el servicio militar en Valencia, pero fue dado de baja debido a los ataques epilépticos que sufría.
A comienzos de 1913 abandonó a su familia y se trasladó a Madrid, donde contactó con el grupo anarquista Sin Patria. El 13 de abril, en la calle del Turco (el mismo lugar donde fue asesinado Juan Prim en 1870) intentó matar el rey Alfonso XIII con una pistola, pero solo hirió a su caballo y fue detenido. En los interrogatorios declaró que «quería vengar a Ferrer».Su abogado defensor en el juicio fue Eduardo Barriobero y Herrán.
En julio de 1913 fue condenado a muerte, pero según los diarios de la época el propio Alfonso XIII intercedió para que la pena le fuera conmutada. El 3 de septiembre le fue conmutada por cadena perpetua. El periodista Mauro Bajatierra Morán, que había sido detenido acusado de proporcionarle la pistola, finalmente fue absuelto por falta de pruebas.
Fue enviado a cumplir la condena al penal del Dueso, pero en 1920 fue trasladado a la cárcel de Santoña, hasta que en 1925 fue trasladado a la prisión del Castillo de San Fernando de Figueras. Al proclamarse la Segunda República Española consiguió la libertad bajo fianza y se estableció en Tarrasa. Según Abel Paz, en 1939 se había establecido en Marsella y le calculaba unos 70 años. Según Juan Ferrer todavía vivía en 1941.